# Головачёв, Владимир Георгиевич
Владимир Георгиевич Головачёв (19 апреля 1937 — 29 ноября 2023, Саратов) — советский государственный и партийный деятель.

## Биография
Родился в 1937 году в селе Ново-Урусовка Красноармейского района Астраханской области в семье рабочего. Член КПСС с 1965 года.
В 1959 году окончил Саратовский автодорожный институт, в 1978 году — заочно Высшую партийную школу при ЦК КПСС.
С 1959 по 1972 год работал в строительных организациях Благовещенска, Уфы и Саратова: мастер, прораб, главный инженер, начальник строительных комплексов.
Дальнейший послужной список:
- председатель исполкома Заводского райсовета г. Саратова,
- первый секретарь Заводского райкома КПСС г. Саратова,
- второй секретарь Саратовского горкома КПСС,
- первый секретарь Саратовского горкома КПСС,
- председатель Саратовского городского Совета народных депутатов (1984—1991),
- представитель Президента Российской Федерации в Саратовской области ((24 августа 1991 — 21 февраля 1996),
- председатель Саратовского областного комитета государственной статистики (1996—2000).

С 2000 года на пенсии.
Избирался депутатом Верховного Совета РСФСР 11-го созыва.
Почётный гражданин города Саратова. Награждён двумя орденами «Знак Почёта», медалью «Ветеран труда».
Умер 29 ноября 2023 года в возрасте 86 лет.